# Крістофер (Іллінойс)
Крістофер — місто в штаті Іллінойс, США.

## Населення
2382 людини згідно перепису 2010 року (скоротилося з 2000 року). Расовий склад: 98,62% білі, 0,11% афроамериканці, 0,04% індіанці, 0,28% азіати, 0,11% інші, і 0,85% від двох і більше рас.

## Відомі мешканці
Американський актор Джон Малкович народився в Крістофері.